# الفون (بازیکن فوتبال)
الفون (انگلیسی: Alfon؛ زادهٔ ۴ مهٔ ۱۹۹۹) بازیکن فوتبال اهل اسپانیا است.